# 고흥 김붕만 선무원종공신녹권과 신위단비
고흥 김붕만 선무원종공신녹권과 신위단비(高興 金鵬萬 宣武原從功臣錄券과 神位壇碑)는 대한민국 전라남도 고흥군 두원면 예회리에 있는 조선시대의 공신녹권과 비석이다. 2018년 8월 23일 전라남도의 문화재자료 제289호로 지정되었다.

## 지정사유
임진 정유왜란 때 크게 활약한 무관 김붕만이 1605년에 발급받은 선무원종공신녹권은 국난극복의 역사인물과 관련된다는 점, 17세게 초반에 간행된 목판본이라는 점에서 재평가 필요하다.
신위단비는 1914년에 건립한 석비로 비문을 통하여 김붕만의 행적과 후대의 추숭(追崇)에 대한 내용도 알 수 있는 자료이다.
선무원종공신녹권이 국가차원의 선현 추승이라면, 신위단비는 향토와 문중 차원의 추숭 활동을 알 수 있는 기록 유산이다.

## 같이 보기
- 삼연재 - 고흥군 향토문화재 제6호

## 참고 문헌
- 고흥 김붕만 선무원종공신녹권과 신위단비 - 국가유산청 국가유산포털